# Beretta M9
De Beretta M9 was het standaard dienstpistool van de Amerikaanse strijdmacht. Het wapen wordt momenteel uitgefaseerd en vervangen door de M17.

## Munitie
De standaardmunitie voor de M9 is de 9MM BALL, NATO, M882. Deze patroon bestaat uit een volmantel projectiel in een koperen huls. Het patroon heeft een gewicht van 12,5 gram en een lengte van 29,6 millimeter. De kogel zelf weegt 8 gram en bestaat uit een loden kern met koperen mantel.
Ook bestaat er een oefenpatroon, de M917 DUMMY ROUND. Deze is bedoeld voor het oefenen met het pistool, zonder daarbij scherpe munitie te gebruiken. De oefenpatroon heeft zodoende geen kruitlading of slaghoedje. Het slaghoedje is verwijderd, zodat geen schade aan de slagpin wordt veroorzaakt.